# کو کیونگ-ته
کو کیونگ-ته (انگلیسی: Ko Kyung-te؛ زادهٔ ۶ آوریل ۱۹۹۵) بازیکن فوتبال اهل کره جنوبی است.